# Budismo temprano
El término budismo temprano hace referencia a:
- El budismo original, que abarca corrientes, enseñanzas y organización monástica fundadas por el Buda Gautama. Llamado budismo pre-sectario.
- Las Escuelas budistas primigenias, que son las divisiones que sufre el Budismo pre-sectario (no son consideradas cismas formales).

El período de budismo anterior a las corrientes duró alrededor de 100 años tras la muerte de Gautama. Las divisiones que se produjeron después fueron consecuencia de la introducción de diferentes puntos de vista acerca de la introducción del énfasis en la literatura abhidármica. Esta literatura era específica para cada escuela y los argumentos y disputas entre escuelas se basaban frecuentemente en estos escritos.
Los cismas se basaron originalmente en desacuerdos respecto al Vinaya (disciplina monástica), aunque más tarde, alrededor del año 100, estos cismas pudieron también basarse en desacuerdos doctrinales. El budismo presectario no tenía escrituras abhidármicas, excepto, quizá, algún marco básico.
Muchos siglos después de la aparición del budismo Mahāyāna, hacia el siglo V, las escuelas budistas primigenias entraron en un período de declive en la India, mientras el budismo mahayana se hacía más y más fuerte.